# Oggetto (linguistica)
L'oggetto è l'elemento sintattico di una frase che realizza la funzione grammaticale di complemento oggetto. Dal punto di vista sintattico, l'oggetto ha le seguenti proprietà:
- presenta il caso accusativo o il caso obliquo, nelle lingue flessive;
- diventa soggetto della frase passiva;
- può essere costituito da:

un sintagma nominale;
una proposizione;
un pronome clitico.
A seconda della terminologia usata, il complemento oggetto viene detto complemento oggetto diretto, per distinguerlo dal complemento di termine che viene allora chiamato complemento oggetto indiretto.